# Hostal San Marcos de León

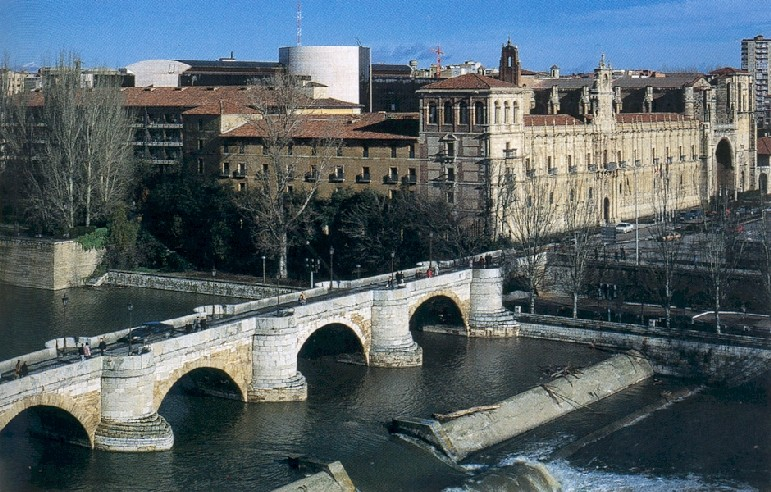
Le río Bernesga et l’Hostal San Marcos.

Le Monastère Saint Marc de León, ou Hostal San Marcos de León ou encore Convento de San Marcos de León en espagnol, fut précédé d'un hôpital très simple, bâti au XIe siècle par doña Sancha, épouse de Ferdinand Ier de Castille « ad recipiendum pauperes Christi », pour recevoir les pauvres du Christ. Il en reste encore un bâtiment aux balcons de fer forgé, visible à côté de l'église. Dès le XIIe siècle, les pèlerins disposaient à San Marcos d'un ensemble réservé au culte, au salut des âmes et aux soins.

## Histoire
Au XIIe siècle s'élevait ici la maison mère des chevaliers de l'ordre de Santiago (ou Ordre de Saint-Jacques de l’Epée), moines chevaliers, protecteurs des pèlerins sur la route de Compostelle.
Trois siècles plus tard, quand les Rois catholiques suppriment les prérogatives des ordres militaires et en deviennent les grands maîtres, Ferdinand II d'Aragon ordonne de réédifier un monastère selon les plans du maître Pedro de Larrea, digne de la puissance et de la richesse acquise par les chevaliers lors de la Reconquista. Le somptueux monument fut construit en pleine Renaissance au début du règne de Charles Quint.
Pendant la guerre civile espagnole, le bâtiment sert de camp de prisonniers aux phalangistes, qui infligent de nombreux sévices aux prisonniers républicains.

## Description
La façade déploie sur une centaine de mètres, avec une remarquable unité de style malgré l'ajout d'un fronton baroque au XVIIIe siècle, deux étages de niches et de fenêtres disposées dans un quadrillage de frises et de corniches, de colonnes engagées et de pilastres. Les médaillons en haut relief reproduisent les traits de quelques grands personnages de la Bible, de Rome ou d'Espagne : Lucrèce et Judith encadrent Isabelle la Catholique, Trajan et Auguste tiennent compagnie à Charles Quint.
Au-dessus du portail central, saint Jacques terrasse les Maures et, juchée au sommet du fronton, se trouve la Renommée.
À l'extrémité droite, la façade de l'église parsemée de coquilles, symboles du pèlerinage, est restée inachevée.
Au-dessus s’étend une terrasse ornée d’une jolie balustrade derrière laquelle apparaît un attique constelle de blasons et de coquilles.

## La nef de l’église
L'église ornée de coquilles, fut terminée et consacrée en 1541, mais les travaux continuèrent jusqu'au XVIIIe siècle.
L’intérieur est constitué d'une spacieuse nef gothique, de chapelles latérales, d'un transept et d'une abside polygonale. Inspirée du monastère de San Juan de los Reyes de Tolède, l'église fut conçue pour servir de panthéon aux Rois Catholiques.
On retrouve les mêmes coquilles à l'intérieur sur le mur derrière le maître-autel.

## Le cloître
Les travaux du cloître, dont Juan Badajoz réalisa deux galeries, se terminèrent au début du XVIIIe siècle.
Le Parador National, un luxueux hôtel cinq étoiles, en occupe une partie.

## Le Musée
Le musée de León (Museo de León) est situé sur le site du monastère de San Marcos.
La première salle, aux voûtes en étoile, expose des œuvres d'art d'excellente qualité, de l'époque mozarabe au gothique tardif. La croix votive de Santiago de Peñalba du Xe siècle, et l'extraordinaire Christ de Carrizo (XIe siècle), statuette en ivoire dont le regard pénétrant, les cheveux finement nattés et le drapé de la tunique trahissent l'influence byzantine.
Les galeries du cloître construit entre le XVIe et le XVIIIe siècle, servent de musée lapidaire (beaux médaillons aux clefs de voûte.) Dans le coin nord-est se trouve un bas-relief représentant la Nativité, œuvre de Juan de Juni montant une intéressante perspective. Plusieurs autres œuvres de Juan de Juni y sont également exposées.
La sacristie, conçue par Juan de Badajoz (1549), est somptueuse : voûte à nervures rehaussée de coquilles, rubans et angelots, culs-de-lampe sculptés de têtes expressives.
Il expose aussi des objets divers : pièces archéologiques, sculptures, peintures et monnaies.
Une grande baie vitrée laisse voir le bel « artesonado » Renaissance de l'ancienne salle capitulaire, aujourd'hui un salon du Parador National.

## Protection
Le monastère Saint-Marc fait l’objet d’un classement en Espagne au titre de bien d'intérêt culturel depuis le 24 septembre 1945.

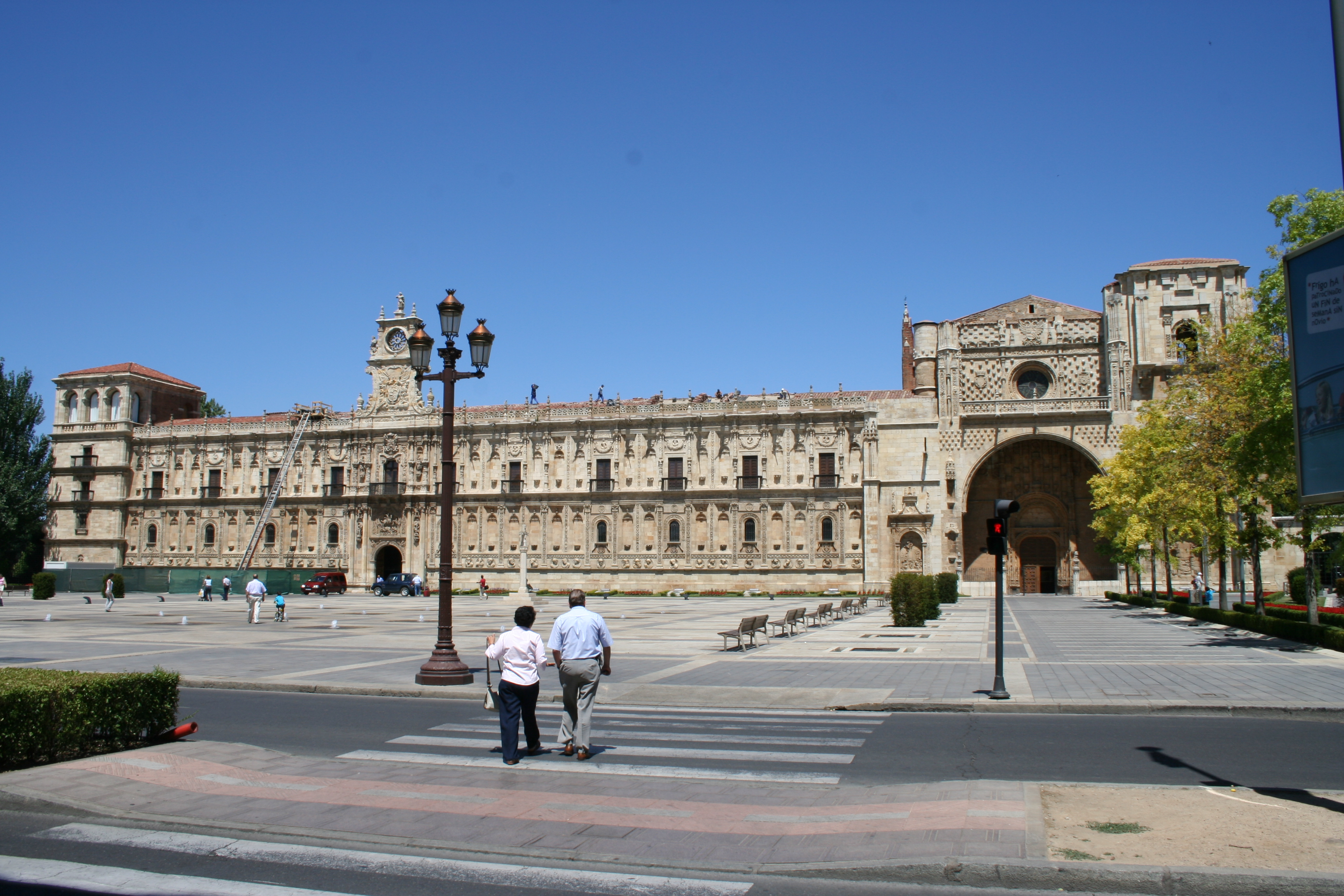
Vue générale.
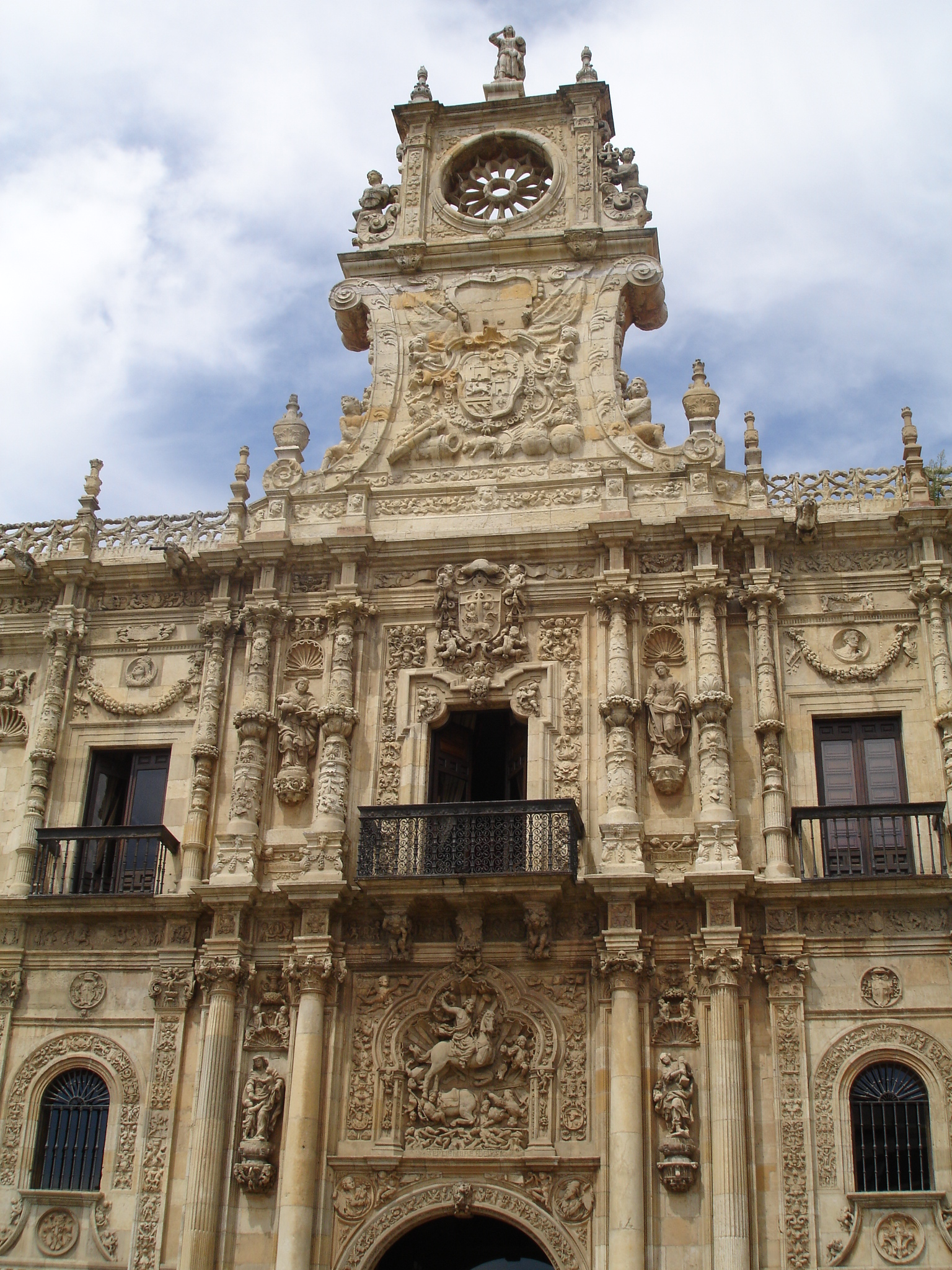
Détail de la façade.
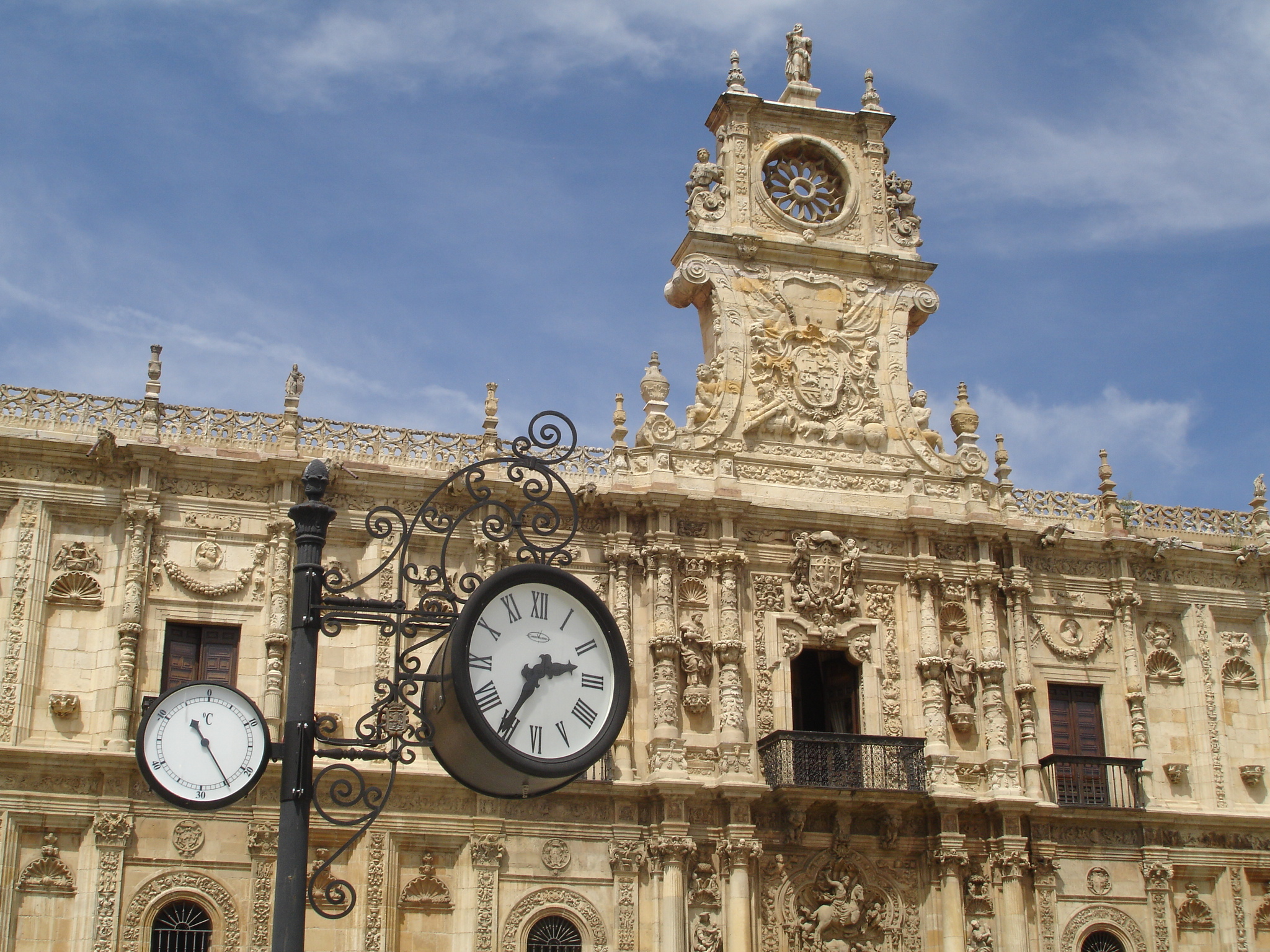
Détail de la façade.
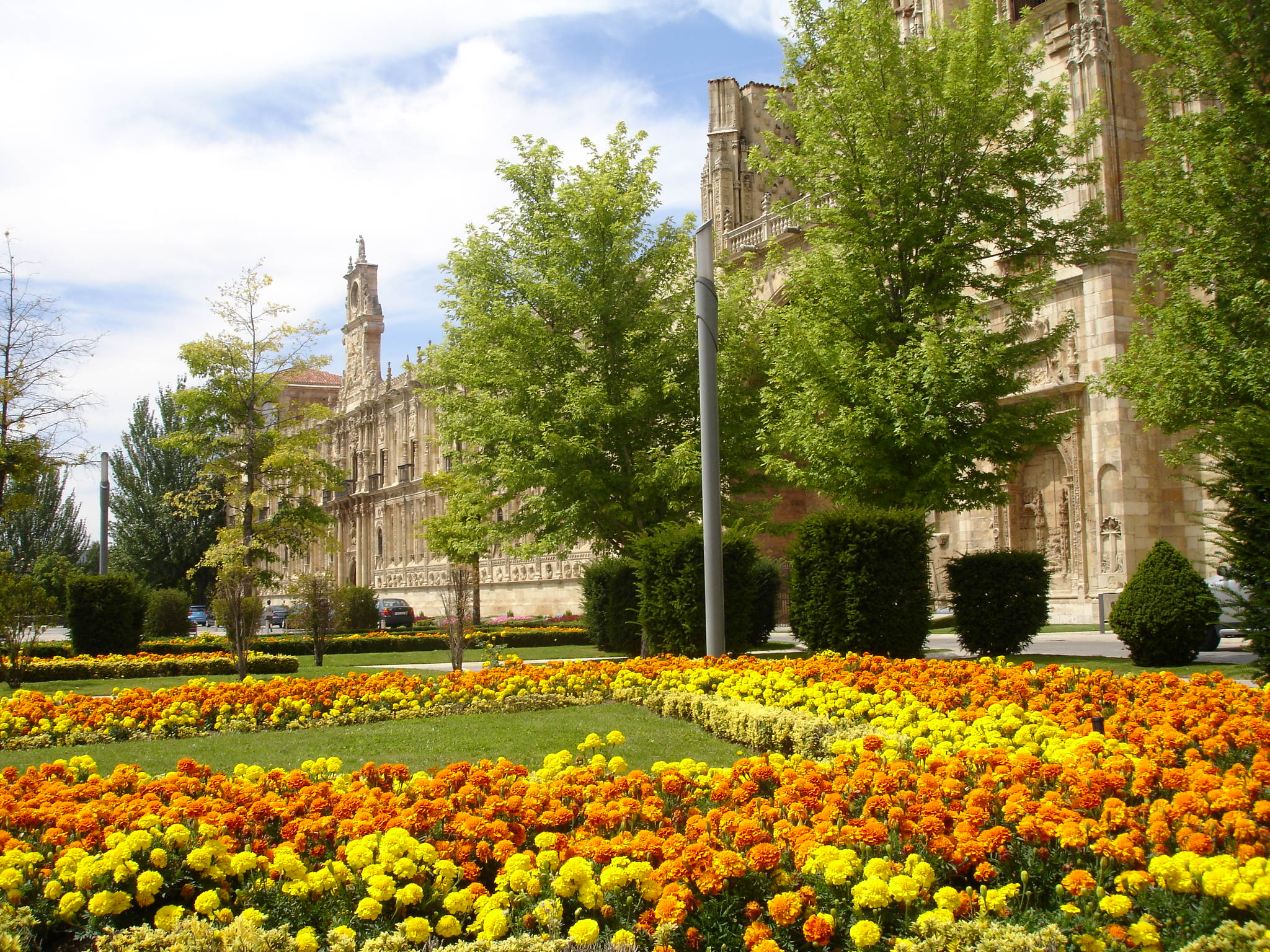
Vue des jardins.